# رابرت بیرد (دوچرخه‌سوار)
رابرت بیرد (انگلیسی: Robert Baird؛ زادهٔ ۲۹ نوامبر ۱۹۴۲) دوچرخه‌سوار اهل استرالیا است. وی در بازی‌های المپیک تابستانی ۱۹۶۴ شرکت کرده است.